# Ivan Radovanović
Ivan Radovanović (Belgrado, Yugoslavia, 29 de agosto de 1988) es un exfutbolista serbio que jugaba como mediocampista.

## Clubes
| Club                     | País   | Año       |
| ------------------------ | ------ | --------- |
| Partizán de Belgrado     | Serbia | 2006-2007 |
| F. K. Smederevo (cedido) | Serbia | 2007      |
| Atalanta B. C.           | Italia | 2008-2013 |
| Pisa Calcio (cedido)     | Italia | 2008-2009 |
| Bologna F. C. (cedido)   | Italia | 2010-2011 |
| Novara Calcio (cedido)   | Italia | 2011-2012 |
| A. C. ChievoVerona       | Italia | 2013-2019 |
| Genoa C. F. C.           | Italia | 2019-2022 |
| U. S. Salernitana 1919   | Italia | 2022-2023 |
| F. K. Jedinstvo Ub       | Serbia | 2023-     |